# N-Methyl-N-phenylthioharnstoff
N-Methyl-N-phenylthioharnstoff ist eine chemische Verbindung aus der Gruppe der Thioharnstoffderivate.

## Gewinnung und Darstellung
Die Verbindung kann durch Reaktion von Phenylisothiocyanat mit Methylamin gewonnen werden.

## Eigenschaften
N-Methyl-N-phenylthioharnstoff ist ein weißer geruchloser Feststoff, der praktisch unlöslich in Wasser ist.

## Verwendung
N-Methyl-N-phenylthioharnstoff wird zur Herstellung von anderen chemischen Verbindungen (wie zum Beispiel S-Ethyl-N-methyl-N-phenyl-N-isothioharnstoff) verwendet.